# Rognonas
Rognonas is een gemeente in het Franse departement Bouches-du-Rhône in de regio Provence-Alpes-Côte d'Azur. De plaats maakt deel uit van het arrondissement Arles. Op 1 januari 2022 telde Rognonas 4.186 inwoners.

## Geografie
De oppervlakte van Rognonas bedraagt 9,41 vierkante kilometer; Op 1 januari 2022 was de bevolkingsdichtheid 444,8 inwoners per km².

De onderstaande kaart toont de ligging van Rognonas met de belangrijkste infrastructuur en aangrenzende gemeenten.

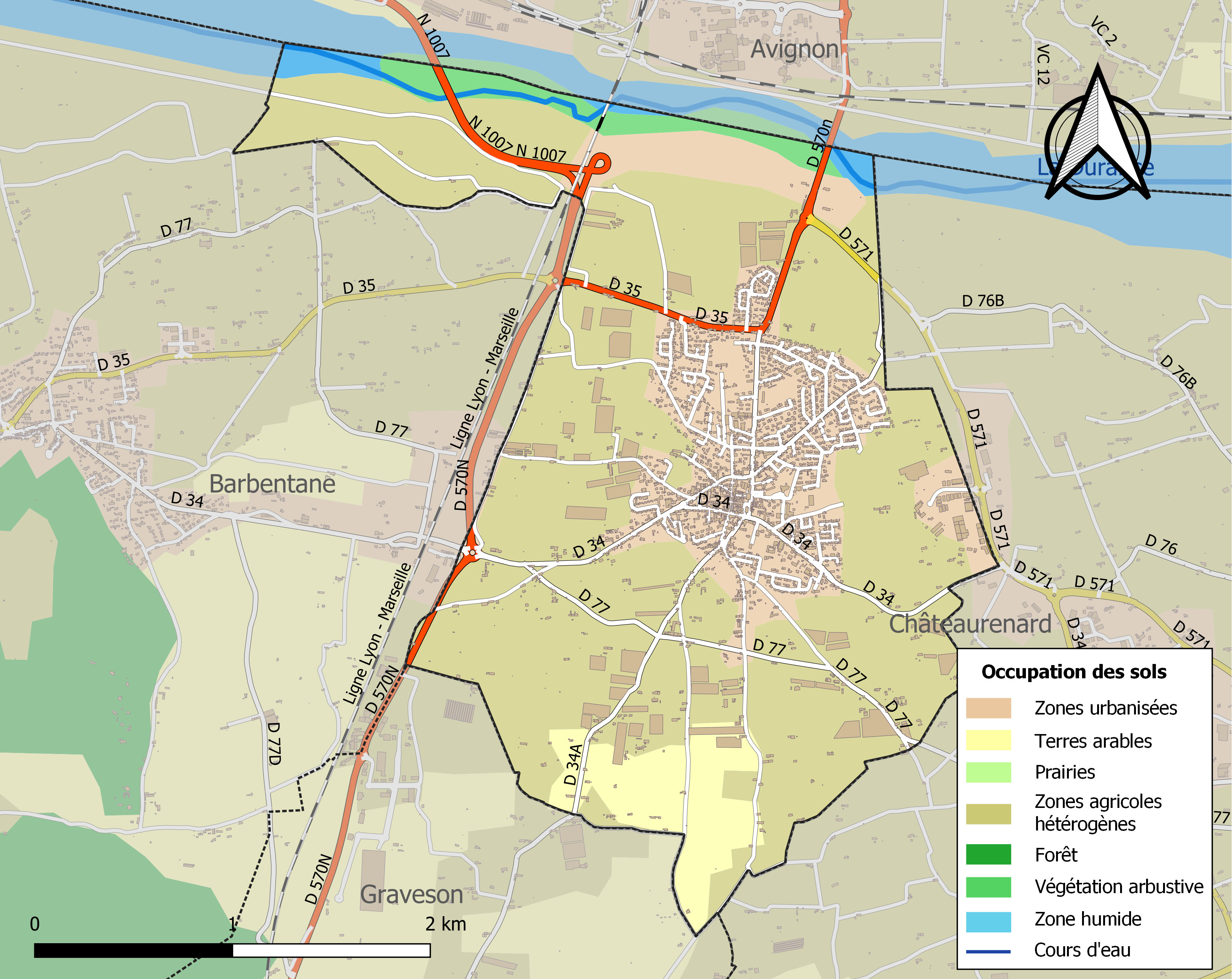

## Demografie
nderstaande figuur toont het verloop van het inwonertal.
Vanwege een beveiligingsprobleem met de MediaWiki Graph-software is het momenteel niet mogelijk deze grafiek weer te geven. Zodra de software is bijgewerkt zal de grafiek vanzelf weer zichtbaar worden.
Barbentane · Boulbon · Cabannes · Châteaurenard · Eyragues · Graveson · Maillane · Mollégès · Noves · Plan-d'Orgon · Rognonas · Saint-Andiol · Saint-Pierre-de-Mézoargues · Tarascon · Verquières